# Дайсецудзан
„Дайсецудзан“ (в превод от японски: „Големите снежни планини“, по английската Система на Хепбърн: Daisetsuzan) е национален парк в Япония.
Разположен е в централната част на остров Хокайдо. Обявен е на 4 декември 1934 г. Обхваща площ от 226 764 ha, което го прави най-големия национален парк в Япония. На територията му попадат 16 върха над 2000 метра н.в.
Богат е на водни ресурси – има много езера, водопади, топли извори. В по-високите му части за разпространени иглолистни гори, а под тях – широколистни листопадни гори. Паркът опазва една от последните популации на кафява мечка в Япония. Други характерни представители на фауната са самур и хермелин.